# Lingua (alimento)

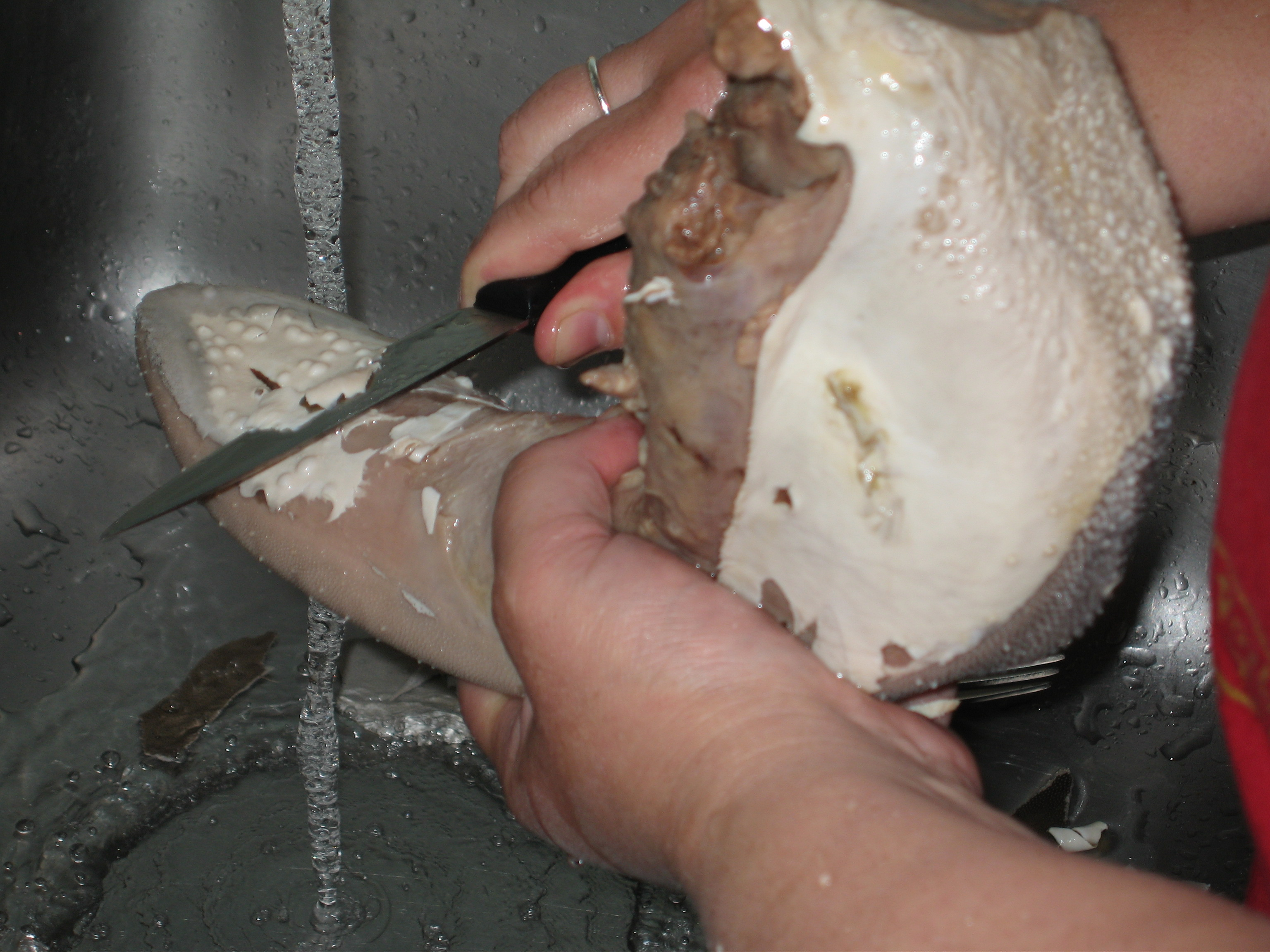
Preparazione della lingua bovina dopo la bollitura

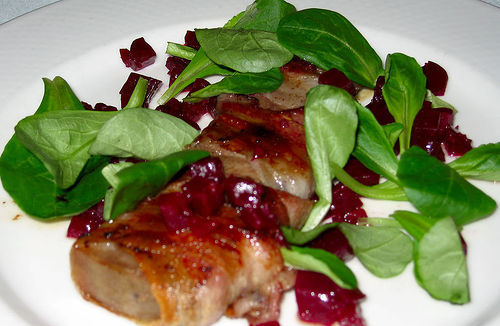
Lingua con pancetta e songino

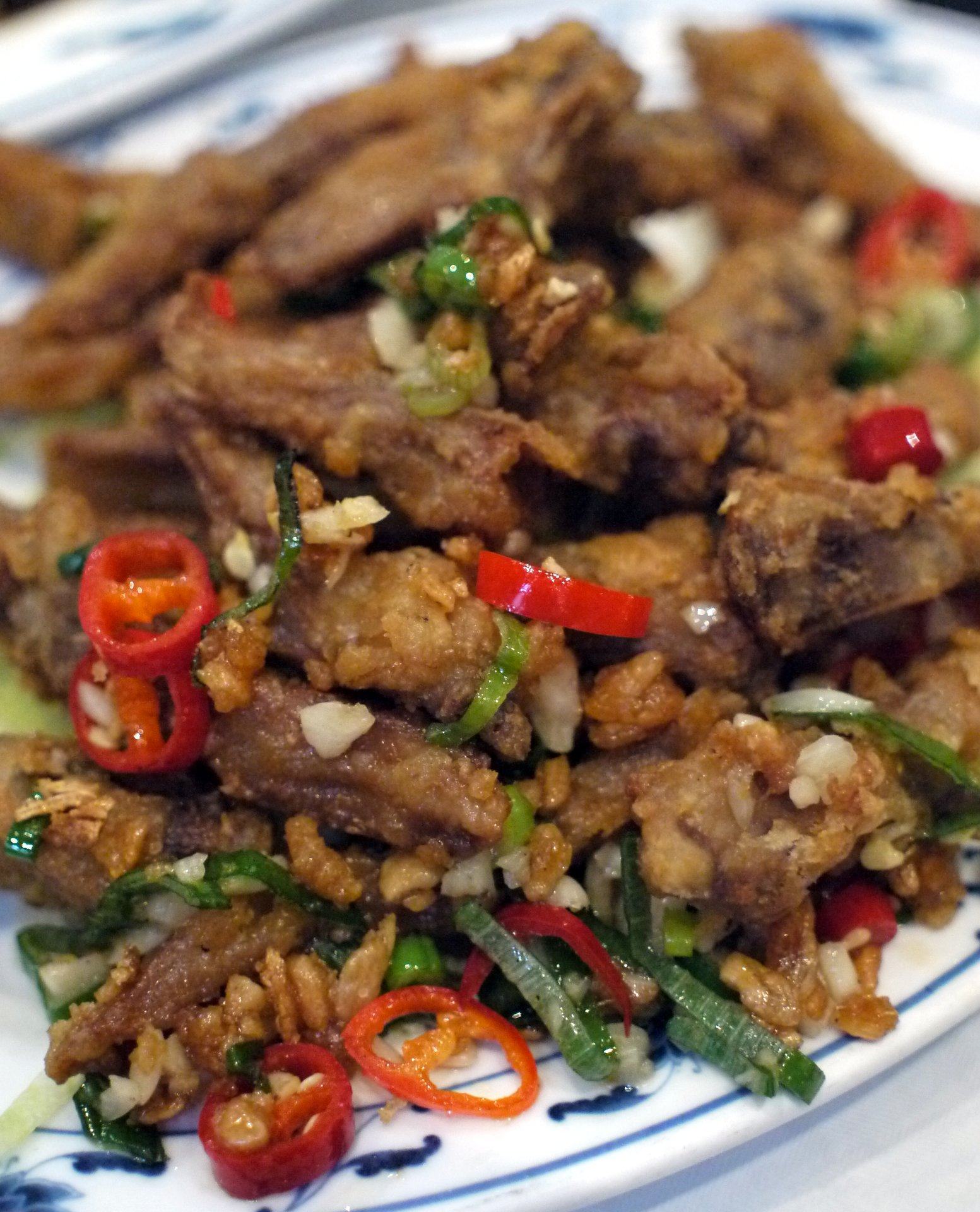
Lingue di anatra alla cantonese

La lingua è un alimento umano proveniente dalla macellazione degli animali. Viene utilizzata in cucina in particolare la lingua di bovino, che viene classificata tra le frattaglie.

## Composizione
La lingua tra tutte le frattaglie è quella con il minor tenore in colesterolo.
La tabella che segue riporta il valore energetico e la composizione della lingua di vitello (per 100 g di parte edibile) (gr=grammi; mg=milligrammi; kcal= chilocalorie):
| Composizione | Unità di misura | Quantità |
| ------------ | --------------- | -------- |
| Acqua        | gr              | 74,53    |
| Proteine     | gr              | 17,18    |
| Grassi       | gr              | 5,48     |
| Carboidrati  | gr              | 1,91     |
| Calorie      | kcal            | 131      |
| Calcio       | mg              | 7        |
| Fosforo      | mg              | 159      |
| Ferro        | mg              | 2,72     |
| Sodio        | mg              | 82       |
| Potassio     | mg              | 271      |
| Colesterolo  | mg              | 62       |
| Vitamina B1  | mg              | 0,17     |
| Vitamina B2  | mg              | 0,41     |

## Utilizzo

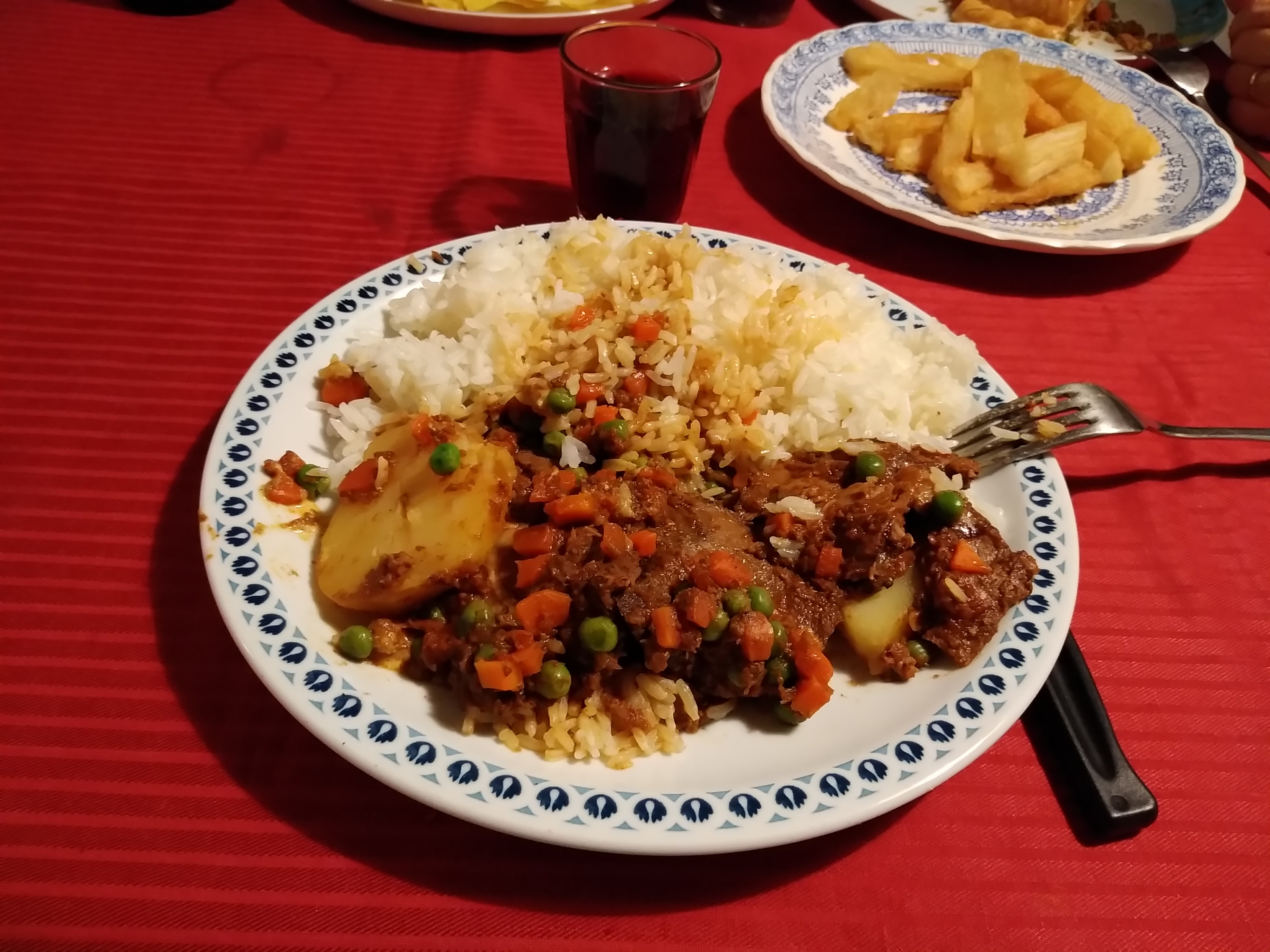
Lingua stufata alla peruviana

In genere la lingua viene consumata dopo essere stata bollita, spesso accompagnata da salse anche piccanti. Può anche essere conservata con affumicatura oppure salmistrata.
Molto nota è la lingua al Madera, una ricetta considerata di particolare raffinatezza.
Un popolare piatto della cucina peruviana, di quella messicana e in altri paesi dell'America Latina è l'estofado de lengua.